# 小平沢古墳
小平沢古墳（こびらさわこふん）は、山梨県甲府市下向山に所在する古墳。古墳時代前期中葉（4世紀中頃）築造と推定されているの前方後方墳。

## 概要
甲府盆地南東縁に位置する。曽根丘陵の一支丘である米倉山の北斜面に立地する米倉山古墳群の一基。標高は320メートル付近。山梨県内最古級の古墳で、県内唯一の前方後方墳として知られる。築造者は在地集団あるいは入植集団の首長と考えられている。

## 沿革
曽根丘陵の米倉山地域では弥生時代後期から大規模集落が出現し、下向山には方形周溝墓群が分布する上の平遺跡が所在し、同集落は古墳中期まで継続している。前方後方墳は東日本で古墳前期に流行し方形墓から発展した形態であると考えられているが、東日本では山梨県の小平沢古墳に先行し長野県松本市並柳の弘法山古墳などの築造例がある。曽根丘陵地域において小平沢古墳に至る弥生終末期の前方後方形の墳丘墓は見られないものの、甲府盆地では中道往還を通じて東海地方から曽根丘陵地域に古墳文化が流入し小平沢古墳の築造に至ったと考えられている。
小平沢古墳は「ひょうたん塚」と呼称され前方後円墳と考えられており、1978年（昭和53年）の測量調査で山梨県内唯一の前方後方墳と判明した。全長は45メートル、前方部幅は18メートルで高さ4メートル、後方部幅は25メートル、高さ7.5メートル。主軸は南北方向で、北面に前方部が位置する。埴輪の存在は未確認であるが、周溝が巡らされ墳丘からは礫（れき）が出土しており、葺石が存在したと考えられている。
1947年（昭和22年）の農道工事に際した濫掘を受けており、このときに舶載の斜縁二神二獣鏡、勾玉、土師器片などの副葬品が出土している。斜縁二神二獣鏡は後漢末の舶載鏡で、中国でも広く分布するほか日本では前期古墳から多く出土し、西日本で濃密に分布し東日本では静岡県や長野県の弘法山古墳でも出土している。直径13.2センチメートル、鈕高1センチメートル、鈕巾1.9センチメートル。出土状態は7片の破鏡で内区部分の半分が欠損しており、故意に破砕されたと考えられている。外区は複波鋸歯文帯で、内区は四乳の間に二神二獣が配されている。内区副文帯に銘文「呉作明鏡、幽凍三商、競徳序道、曽年益寿、宣孫子」を有する。
1952年（昭和27年）に発掘調査が行われているが、このときは主体部が調査され、石材などの築材が確認できず、粘土槨あるいは木棺直葬であった可能性が考えられている。1981年（昭和56年）には山梨史学会による発掘調査が行われている。1980年（昭和55年）には墳丘から厳密な築造年代の推定が可能となった土師器が発見される。これはS字状口縁付台（S字甕）で、肩部の横走刷毛目から築造年代は4世紀中頃と推定された。
その後、曽根丘陵地域では4世紀前半代の築造で県内最古の前方後円墳である考えられている天神山古墳や、東山古墳群の一基で4世紀中頃の築造、特異な主体部を持つ大丸山古墳が続き、4世紀後半には東日本最大級の前方後円墳で畿内の影響を強く受けた甲斐銚子塚古墳が出現する。

## 研究史
戦後には山梨県における前期古墳の編年が行われる。小平沢古墳は弥生時代後期から古墳時代へと変遷する時期の古墳として位置づけられ、坂本美夫は副葬品などから小平沢古墳と大丸山古墳を4世紀後半の築造としている。1979年（昭和54年）には東山地域の上の平遺跡において弥生時代の方形周溝墓群が発見され、これを受けて橋本博文は小平沢古墳を大丸山古墳に先行するものと位置づけ、上の平遺跡の勢力基盤の上に立つ東海地方西部の入植者集団の首長墓と位置づけ坂本論文に修正を加えた。また、小平沢古墳の墳形は小林広和・里村晃一の測量調査で前方後方墳であると定着し、坂本もこの見解に注目している。
山梨県におけるヤマト王権の影響はそれまで甲斐銚子塚古墳の出現からであると考えられていたが、末木健は上の平遺跡の方形周溝墓群の発見や、S字甕の出土など東海地方からの技術伝播が小平沢古墳築造期には影響を及ぼしていたとし、小平沢古墳を含む首長権の変遷についても問題提起をしている。